# Leilani
Leilani  è un nome proprio di persona hawaiano maschile e femminile.

## Origine e diffusione

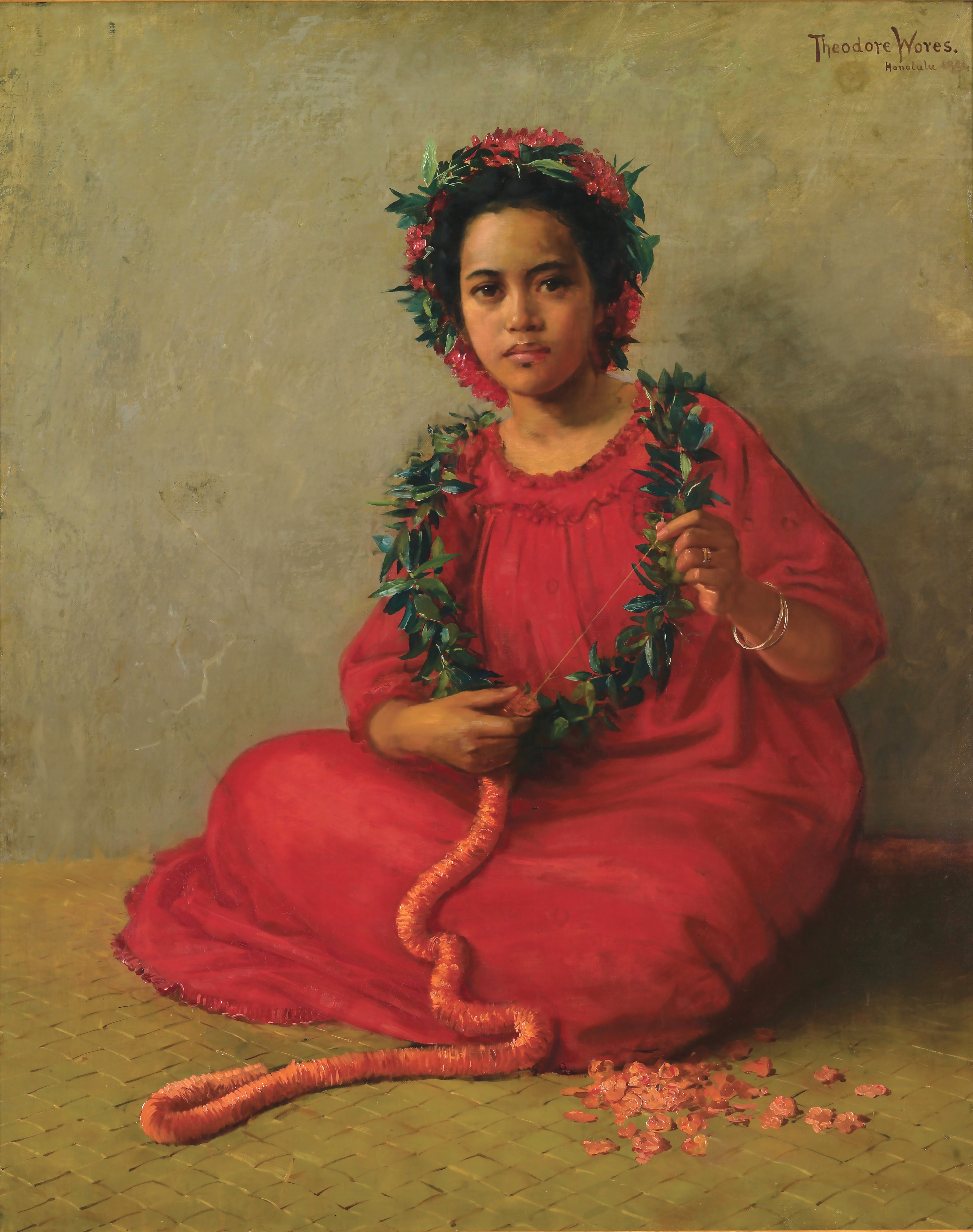
La venditrice di lei, di Theodore Wores; i lei sono le tipiche corone di fiori hawaiiane

Si tratta di un composto dei termini hawaiiani lei ("fiori", "lei" e anche "bambino") e lani ("cielo", "paradiso" e anche "regale", "maestà"); il significato complessivo può quindi essere interpretato come "fiori celesti" o "bambino regale".

## Onomastico
Non esistono santi che portano questo nome, quindi è adespota. L'onomastico può essere festeggiato in occasione di Ognissanti, il 1º novembre.

## Persone

### Femminile
- Leilani Bishop, modella statunitense
- Leilani Mitchell, cestista statunitense naturalizzata australiana
- Leilani Sarelle, attrice statunitense
- Macel Leilani Wilson, modella statunitense